# Festival RTP da Canção 1991
O XXVII Festival RTP da Canção 1991 foi o vigésimo sétimo Festival RTP da Canção e teve lugar no dia 7 de Março de 1991 na Feira Internacional de Lisboa.
Os apresentador foram Ana Paula Reis e Júlio Isidro.

## Festival
Neste ano a RTP dirigiu convites a várias editoras discográficas para apresentarem as suas propostas para o XXVIII Festival RTP da Canção e foram quatro as que aceitaram este desafio da estação pública de televisão.
A editora Ovação apresentou a concurso Mariel com o tema "No teu sorriso" e Emanuel que defendeu a composição "Com muito amor".
A editora Discossete trouxe ao palco do festival Toy e Carla Sofia que interpretaram "Até quando?" e "Te amo e não pensei", respetivamente.
A Namouche cocncorreu com T & Gus que cantaram "Bye Lili bye" e com Dulce Pontes, que fez 'emergir' o tema "Lusitana paixão", para ficar para sempre na história da música ligeira portuguesa.
A editora Emi Songs esteve em competição com os Blocco e com o duo Paula Monteiro & Pedro Chaves, com os temas "Fazer uma canção" e "Sem adeus", respetivamente.
Este Festival da Canção realizou-se a 7 de março, na então F.I.L. (Feira Internacional de Lisboa), na Junqueira, em Lisboa.
A apresentação esteve a cargo de Ana Paula Reis e de Júlio Isidro, numa emissão dedicada ao cinema português.
O entre act que aconteceu na 2ª parte do espetáculo esteve de acordo com a temática deste festival, tendo consistindo numa rapsódia musical do cinema português a que deram voz António Pinto Basto, Lena d'Água, Nucha, Luís Filipe, Paulo de Carvalho, Olívia e Marina Mota.
No final da emissão Dulce Pontes e "Lusitana paixão" consagraram-se como as grandes vencedoras da noite, tendo a cantora recebido também o prémio de interpretação.
| #  | Artista                       | Canção                | Letra (l) / Música (m)                                     | Pontuação | Classificação |
| -- | ----------------------------- | --------------------- | ---------------------------------------------------------- | --------- | ------------- |
| 1º | Mariel                        | "No teu sorriso"      | Emanuel (m), Quirino Monteiro (l)                          | 5º        | 85            |
| 2º | Toy                           | "E até quando?"       | Ricardo e Toy (m & l)                                      | 6º        | 75            |
| 3º | T & Gus                       | "Bye Lili bye"        | Jorge Quintela e José da Ponte (m & l)                     | 4º        | 126           |
| 4º | Os Blocco                     | "Fazer uma canção"    | Jan Van Dijck (m), Rosa Lobato de Faria (l)                | 2º        | 155           |
| 5º | Dulce Pontes                  | "Lusitana paixão"     | Fred Micael (m), José da Ponte (m & l), Jorge Quintela (l) | 1º        | 166           |
| 6º | Paula Monteiro e Pedro Chaves | "Sem adeus"           | Jan Van Dijck (m), Marco Quelhas (l)                       | 7º        | 67            |
| 7º | Carla Sofia                   | "Te amo e não pensei" | Ricardo (m & l)                                            | 3º        | 146           |
| 8º | Emanuel                       | "Com muito amor"      | Emanuel (m), Quirino Monteiro (l)                          | 8º        | 38            |